# Dzsibuti az 1984. évi nyári olimpiai játékokon
Dzsibuti az egyesült államokbeli Los Angelesben megrendezett 1984. évi nyári olimpiai játékok egyik részt vevő nemzete volt. Az országot az olimpián 1 sportágban 3 sportoló képviselte, akik érmet nem szereztek. Dzsibuti első alkalommal vett részt az olimpiai játékokon.

## Atlétika
Férfi
| Versenyző                | Versenyszám | Eredmény | Helyezés |
| ------------------------ | ----------- | -------- | -------- |
| Djama Robleh             | Maraton     | 2:11:39  | 8.       |
| Ahmed Salah              | Maraton     | 2:15:59  | 20.      |
| Omar Abdillahi Charmarke | Maraton     | 2:19:11  | 32.      |